# VCloud Air

vCloud Air(v클라우드 에어)는 VM웨어의 v스피어를 기반으로 구축된 공용 클라우드 컴퓨팅 서비스이다. vCloud Air에는 전용 클라우드, 가상 프라이빗 클라우드, 재해 복구라는 세 가지 "IaaS(서비스형 인프라스트럭처)" 구독 서비스 유형이 있다. vCloud Air는 Virtual Private Cloud OnDemand라는 종량제 서비스도 제공한다.
2017년 2분기에 VMware는 vCloud Air를 프랑스 클라우드 서비스 제공업체 OVH에 매각했다.

## 역사
VMware는 2008년 라스베가스 VMworld 컨퍼런스에서 vCloud 이니셔티브를 발표하고 언론의 큰 주목을 받았다.
2009년 샌프란시스코 VMworld 컨퍼런스에서 vCloud는 vCloud Pavilion에 소개되었다. vCloud는 2010 VMworld 컨퍼런스에서도 주제였다.
2013년 5월 21일에 vCloud Hybrid Service의 조기 액세스 프로그램이 시작되었다. 2013년 8월 26일에 DRaaS 및 다이렉트 커넥트(Direct Connect)와 같은 기능을 포함하는 vCloud Hybrid Service의 일반 공급이 발표되었다.
vCloud Hybrid Service는 2014년 8월 21일에 vCloud Air로 브랜드가 변경되었다. vCloud Air는 공통 관리 및 네트워킹을 통해 VMware vSphere를 실행하는 기존 데이터 센터의 확장 역할을 하는 공용 IaaS인 하이브리드 클라우드를 제공한다. 서비스 브랜드 변경과 함께 각 사용자가 리소스에 사용해야 하는 만큼만 비용을 지불할 수 있는 클라우드 컴퓨팅 온디맨드 프로그램도 발표했다.
vCloud Air Mobile은 2014년 8월 25일에 발표되었으며 AirWatch와 피보탈 클라우드 파운드리(Pivotal Cloud Foundry)의 통합이 추가되었다.
2017년 4월 4일 프랑스 클라우드 제공업체 OVH는 VMware vCloud Air Business와 모든 직원을 인수하겠다는 의사를 발표했다. 인수는 2017년 2분기에 완료되었다.

## 데이터 센터 위치
다른 퍼블릭 클라우드 제공업체와 마찬가지로 vCloud Air는 일반적으로 더 나은 가격 책정, 애플리케이션 성능 향상 또는 재해 복구에 사용되는 지역 또는 vCloud 용어의 위치 개념을 지원한다. vCloud Air는 미국 캘리포니아, 네바다, 텍사스, 버지니아, 뉴저지에서 대중에게 제공된다. 국제적으로는 영국, 독일, 일본 및 호주에서 사용할 수 있다.
정부 사용자는 두 개의 추가 위치(애리조나주와 버지니아주)에 접근할 수 있다.

## 구조
vCloud Air는 vSphere에서 실행되도록 인증된 5,000개 이상의 애플리케이션과 90개 이상의 운영 체제를 지원한다. vCloud Air를 사용하면 vSphere를 통해 워크로드를 원활하게 이동하고 마이그레이션할 수 있다. 즉, 온프레미스 데이터 센터에서 클라우드로 또는 그 반대로 워크로드를 이동할 때 다시 쓰거나 다시 코딩할 필요가 없다.
네트워크 가상화를 사용하면 사용자는 NAT 규칙 및 방화벽 규칙, 네트워크 및 공용 IP를 포함하여 현장 네트워크를 미러링하도록 방화벽과 네트워크를 구성할 수 있다.